# Haut allemand précoce
Le haut allemand précoce (en allemand : Frühneuhochdeutsch) désigne la période de l'histoire de la langue allemande qui s'étend d'environ 1350 à 1650. Cette période est caractérisée par des évolutions linguistiques significatives et est souvent considérée comme le passage entre le moyen haut allemand et le haut allemand moderne. Le linguiste autrichien Wilhelm Scherer a redéfini cette période en introduisant le terme « Frühneuhochdeutsch » pour mieux décrire les changements survenus à partir de 1650.
Les écrits de Paracelse après 1529, ainsi que la Bible de Luther sont considérés comme des exemples représentatifs de cette période linguistique.